# حفل توزيع جوائز الأوسكار الثاني والأربعون
حفل توزيع جوائز الأوسكار الثاني والأربعون (بالإنجليزية: 42nd Academy Awards)‏ هو حدث نظمته أكاديمية فنون وعلوم الصور المتحركة لتكريم أفضل الأفلام لسنة 1969. أقيم الحفل بتاريخ 7 أبريل، 1970 في جناح دوروثي تشاندلر، لوس أنجلوس، وقامت شبكة هيئة الإذاعة الأمريكية ببثّه. في هذه الدورة، فاز فيلم راعي البقر منتصف الليل بجائزة أفضل فيلم، وحاز الممثّل جون وين على جائزة أفضل ممثّل، ونالت الممثلة ماجي سميث جائزة أفضل ممثّلةٍ، وكانت جائزة الأوسكار لأفضل مخرج من نصيب المخرج جون شليزنجر.
أكثر الأفلام ترشيحاً للحصول على جوائز كان فيلم آن ذات الألف يوم حيث تلقّى 10 ترشيحات، بينما أكثرها فوزاً كان فيلم بوتش كاسيدي وساندانس كيد حيث فاز بـ 4 جوائز.

## الجوائز
- جائزة أفضل فيلم:

راعي البقر منتصف الليل
- جائزة أفضل مخرج:

جون شليزنجر
- جائزة أفضل ممثّل:

جون وين
- جائزة أفضل ممثّلة:

ماجي سميث
- جائزة أفضل ممثّل مساعد:

جيج ينغ
- جائزة أفضل ممثّلة مساعدة:

غولدي هون
- جائزة أفضل سيناريو مقتبس:

راعي البقر منتصف الليل
- جائزة أفضل موسيقى تصويريّة:

مرحبا دوللي وبوتش كاسيدي وساندانس كيد
- جائزة أفضل تأثيرات بصريّة:

معزولون
- جائزة أفضل خلط أصوات:

مرحبا دوللي
- جائزة أوسكار فئة الأفلام الأجنبية:

Z

## وصلات خارجية
- حفل توزيع جوائز الأوسكار الثاني والأربعون على موقع IMDb (الإنجليزية)
- حفل توزيع جوائز الأوسكار الثاني والأربعون على موقع ميوزك برينز (الإنجليزية)
- الموقع الرسمي لجوائز الأكاديمية.
- الموقع الرسمي لأكاديمية فنون وعلوم الصور المتحركة.
- قناة جوائز الأوسكار على موقع يوتيوب (تُديره أكاديمية فنون وعلوم الصور المتحركة).
- مقتطفات فيديو من أكاديمية فنون وعلوم الصور المتحركة.